# Yvo Molenaers
Yvo Molenaers, né le 25 février 1934 à Herderen, est un coureur cycliste belge, professionnel de 1956 à 1967, il a été vainqueur du Tour de Luxembourg (1963) et d'étapes de Paris-Nice et du Tour de Suisse. Il est également monté sur le podium de Milan-San Remo (3e en 1960 et 2e en 1962) et de Paris-Roubaix (3e en 1964).
Son frère Roger (1935) et son gendre Valerio Piva ont également été cyclistes professionnels.

## Palmarès
- 1952
  - 4e étape du Tour du Limbourg amateurs

- 1955
  - 3e de Liège-Charleroi-Liège

- 1957
  - 2e de la Flèche halloise
  - 2e du Tour d'Hesbaye
  - 5e du Tour des Flandres

- 1958
  - Hoeilaart-Diest-Hoeilaart
  - 9e du Tour des Flandres
  - 9e de la Flèche wallonne

- 1959
  - Circuit des régions flamandes

- 1960
  - 1re étape de Paris-Nice
  - Anvers-Ougrée
  - 3e de Milan-San Remo
  - 3e de Milan-Mantoue
  - 5e de Paris-Bruxelles

- 1961
  - 2e étape du Tour de Suisse
  - 2e du Grand Prix de la Banque
  - 3e de Gand-Wevelgem

- 1962
  - 2e de Milan-San Remo

- 1963
  - Classement général du Tour de Luxembourg

- 1964
  - 2e de Gand-Wevelgem
  - 2e des Quatre Jours de Dunkerque
  - 2e de la Flèche brabançonne
  - 3e du Circuit Het Volk
  - 3e de Paris-Roubaix
  - 3e du Grand Prix de Francfort
  - 10e de Milan-San Remo

- 1965
  - 2e du Circuit de Flandre centrale

- 1966
  - Prologue du Tour de Romandie (contre-la-montre par équipes)
  - Circuit Mandel-Lys-Escaut

## Résultats sur les grands tours

### Tour de France
5 participations
- 1960 : 64e
- 1963 : abandon (17e étape)
- 1964 : abandon (9e étape)
- 1965 : 81e
- 1966 : 81e

### Tour d'Italie
4 participations 
- 1959 : abandon
- 1960 : abandon (8e étape)
- 1961 : 84e
- 1965 : 42e